# Juan Domingo de la Cruz
Juan Domingo de la Cruz, né le 6 février 1954 à Buenos Aires, en Argentine, est un joueur argentin naturalisé espagnol de basket-ball, évoluant au poste de pivot. Il est aujourd'hui directeur sportif du club espagnol de Bàsquet Mallorca.

## Biographie

### Palmarès
- Finaliste des Jeux olympiques 1984
- Finaliste du championnat d'Europe 1983
- Vainqueur de la Coupe Korać 1986 (FC Barcelone)
- Champion d'Espagne 1981, 1983, 1987 (FC Barcelone)
- Vainqueur de la coupe du Roi 1978, 1979, 1980, 1981, 1982, 1983, 1987 (FC Barcelone)